# Benita Uribarrena Bollaín
Benita Uribarrena Bollaín, connue également sous le nom de Benita Fuster, née à Durango le 16 mars 1922 et morte le 12 octobre 2011 au Soler, en France, est une républicaine espagnole engagée dans la résistance française après la guerre d'Espagne.

## Biographie
Fille de Benita Bollaín Bilbao, militante communiste, gérante d'un kiosque de journaux à Durango, et de Santiago Uribarrena Munitxa, militant socialiste du rail, Benita est la plus jeune de la famille.
Elle vit, à l'âge de 15 ans, les bombardements fascistes sur Durango du 31 mars 1937.
Elle doit s'exiler, avec sa famille survivante, en France.

## Exil et résistance
Une fois en France, elle commence à travailler en tant qu'employée d'hôtel et continue son engagement politique dans la clandestinité au PCE, guidant notamment les personnes fuyant par les Pyrénées.
Membre de la Résistance française, elle est arrêtée peu avant la Libération.

## Postérité
- Décédée au Soler, près de Perpignan, dans les Pyrénées-Orientales le 12 octobre 2011, elle est décorée de la croix du combattant volontaire de la Résistance par le gouvernement français[7].
- Ses obsèques ont lieu à Canet-en-Roussillon[8].
- La Mairie de Durango, sa ville natale, a donné son nom à un parc de la commune comme symbole de la lutte pour les femmes contre le franquisme[9].